# Aframomum
Aframomum es un género de plantas con flores perteneciente a la familia Zingiberaceae. Comprende 85 especies descritas y de estas, solo 54 aceptadas. Se distribuye por las regiones tropicales de África y Madagascar. Las semillas de algunas especies se utilizan como especias con el nombre genérico de cardamomo, nombre que se aplica también a otras especies de diversos géneros de la familia.

## Taxonomía
El género fue descrito por Karl Moritz Schumann y publicado en Das Pflanzenreich IV. 46(Heft 20): 201. 1904.

## Especies aceptadas
A continuación se brinda un listado de las especies del género Aframomum aceptadas hasta febrero de 2013, ordenadas alfabéticamente. Para cada una se indica el nombre binomial seguido del autor, abreviado según las convenciones y usos:
- Lista de especies de Aframomum